# 2009 en France
Chronologie de la France
- 2005
- 2006
- 2007
- 2008
- 2009
- 2010
- 2011
- 2012
- 2013

Cette page présente les faits marquants de l'année 2009 en France. Voir aussi 2009 dans la France d'outre-mer.

## Faits marquants
2009 en France : Janvier - Février - Mars - Avril - Mai - Juin - Juillet - Août - Septembre - Octobre - Novembre - Décembre

## Chronologie

### Janvier
- Le mois de janvier 2009 est rigoureux en France, surtout la première quinzaine. Cette vague de froid entraîne une prise de conscience de la réalité des sans-abris en période de crise.

- 5 janvier : entrée en vigueur de la loi sur l'audiovisuel public qui supprime la publicité après 20 heures sur les chaînes de France Télévisions.

- 24 janvier : la tempête Klaus d'une intensité exceptionnelle frappe le sud-ouest de la France où de nombreux foyers sont privés d'électricité et la forêt des Landes est durement abîmée. Des décès sont à déplorer.

- De fin janvier à début mars : une grève générale touche la Guadeloupe pour une augmentation générale des salaires. La grève s'étend ensuite à d'autres départements d'outre-mer comme la Martinique et La Réunion.

### Février
- À partir de début février : un conflit enflamme les universités françaises concernant le statut des enseignements chercheurs. De nombreuses voix réclament en outre l'abrogation de la loi LRU sur l'autonomie des universités. Le deuxième semestre de l'année universitaire est très perturbé.

### Mars
- 19 mars : des manifestations pour la défense de l'emploi et des salaires rassemblent plusieurs millions de personnes dans le pays (3 millions selon les syndicats, 1,2 million selon la police)[1].

- 27 mars : condamnation en appel d'Yvan Colonna à la réclusion criminelle à perpétuité assortie d'une période de sureté de 22 ans pour l'assassinat du préfet Claude Érignac en février 1998 à Ajaccio, Corse au terme d'un procès mouvementé.

- 29 mars : référendum sur la départementalisation de l'île de Mayotte. Le oui l'emporte à une majorité écrasante.

### Avril
- 3 et 4 avril : sommet de l'OTAN à Strasbourg. La France rejoint le commandement intégré de l'OTAN, une décision qui est loin de faire l'unanimité dans la classe politique française. Durant le sommet, de gros incidents se produisent dans certains quartiers de Strasbourg.

- 15 avril : entrée en vigueur des nouvelles plaques d'immatriculation sur les véhicules neufs. La nouvelle numérotation est attribuée à vie pour chaque véhicule et comporte deux lettres, un tiret, trois chiffres, un tiret et deux lettres. Un numéro de département au choix ainsi que le logo de la région correspondante est apposée sur la droite.

- Avril : avec les licenciements et l'aggravation du chômage, certains mouvements sociaux se radicalisent (séquestrations de patrons, coupure ciblée d'électricité, etc.). Le conflit dans les universités se poursuit.

### Juin
- 1er juin : l'Airbus A330 du Vol 447 Air France Rio-Paris AF447 s'écrase dans l'océan Atlantique. 228 personnes trouvent la mort. Le crash reste inexpliqué pendant deux ans le temps que les boîtes noires puissent être récupérées.

### Juillet
- 26 juillet : le président de la République Nicolas Sarkozy est victime d'un malaise vagal en faisant son jogging.

### Novembre
- 5 novembre : Toni Musulin détourne 11,6 millions d'euros de la Banque de France à bord de son fourgon à Lyon.
- 24 novembre : l'Assemblée nationale adopte le projet de loi tendant à amoindrir le risque de récidive criminelle.

## Économie
- Le chômage atteint 9,6 % de la population active, un record depuis 2001.
- La conjoncture économique et le plan de relance creuse le déficit budgétaire à 7,6 % du PIB.

## Culture

### Cinéma

#### Films français sortis en 2009
- 4 février : LOL (Laughing Out Loud), film de Lisa Azuelos.

#### Autres films sortis en France en 2009
- 11 mars : Le Déjeuner du 15 août (Pranzo di ferragosto), film italien réalisé par Gianni Di Gregorio
- 19 août : Inglourious Basterds, film américain de Quentin Tarantino.
- 16 décembre ; Avatar, film américain de James Cameron.

#### Prix et récompenses
- César du meilleur film : Séraphine, de Martin Provost
- Prix Jean-Vigo : L'Arbre et la Forêt d'Olivier Ducastel et Jacques Martineau

## Principaux décès

### Janvier
| Date       | Nom              | Activités                                                    | Âge | Source |
| ---------- | ---------------- | ------------------------------------------------------------ | --- | ------ |
| 25 janvier | Gérard Blanc     | Chanteur et musicien.                                        | 61  |        |
| 12 janvier | Claude Berri     | Producteur et réalisateur de cinéma.                         | 74  |        |
| 10 janvier | Georges Cravenne | Producteur et homme de cinéma. Créateur des César du cinéma. | 94  |        |

### Mars
| Date    | Nom           | Activités                                  | Âge | Source |
| ------- | ------------- | ------------------------------------------ | --- | ------ |
| 29 mars | Maurice Jarre | Compositeur de musique de film.            | 84  |        |
| 14 mars | Alain Bashung | Auteur compositeur interprète et comédien. | 61  |        |

### Avril
| Date     | Nom                 | Activités                                                                         | Âge | Source |
| -------- | ------------------- | --------------------------------------------------------------------------------- | --- | ------ |
| 24 avril | Maxime Lehmann      | Footballeur.                                                                      | 102 |        |
| 14 avril | Maurice Druon       | Écrivain et homme politique français. Membre de l'Académie française depuis 1966. | 90  |        |
| 11 avril | René Monory         | Homme politique français. Président du Sénat de 1992 à 1998.                      | 85  |        |
| 8 avril  | Henri Meschonnic    | Écrivain et linguiste français.                                                   | 76  |        |
| 2 avril  | Jacqueline Baudrier | Journaliste française. PDG de Radio France de 1975 à 1981.                        | 87  |        |

### Mai
| Date   | Nom            | Activités      | Âge | Source |
| ------ | -------------- | -------------- | --- | ------ |
| 13 mai | César Ruminski | Footballeur.   | 84  |        |
| 29 mai | Karine Ruby    | Snowboardeuse. | 31  |        |

### Août
| Date    | Nom           | Activités       | Âge | Source |
| ------- | ------------- | --------------- | --- | ------ |
| 22 août | Adrien Zeller | Homme Politique | 69  |        |

### Septembre
| Date         | Nom           | Activités                                   | Âge | Source |
| ------------ | ------------- | ------------------------------------------- | --- | ------ |
| 6 septembre  | Sim           | Comédien, Humoriste, Chanteur               | 83  |        |
| 12 septembre | Willy Ronis   | Photographe                                 | 99  |        |
| 16 septembre | Filip Nikolic | Comédien, Chanteur, membre du groupe 2 be 3 | 35  |        |

### Octobre
| Date       | Nom                 | Activités                                  | Âge | Source |
| ---------- | ------------------- | ------------------------------------------ | --- | ------ |
| 25 octobre | Rémo Forlani        | Journaliste                                | 82  |        |
| 27 octobre | Pierre Doris        | Comédien                                   | 89  |        |
| 30 octobre | Claude Levi-Strauss | Ethnologue, né à Bruxelles, décédé à Paris | 100 |        |

### Novembre
| Date       | Nom               | Activités | Âge | Source |
| ---------- | ----------------- | --------- | --- | ------ |
| 3 novembre | Christian Barbier | Comédien  | 85  |        |